# Lauri Kerminen
Lauri Kerminen est un joueur finlandais de volley-ball né le 18 janvier 1993. Il mesure 1,82 m et joue libero. Il totalise 42 sélections en équipe de Finlande.

## Clubs
| Club              | De        | À         |
| ----------------- | --------- | --------- |
| Kokkolan Tiikerit | 2011-2012 | 2013-2014 |
| Nantes Rezé MV    | 2014-2015 | ...       |

## Palmarès
- Championnat de Finlande (1)
  - Vainqueur : 2013
  - Finaliste : 2014

- Coupe de Finlande (1)
  - Vainqueur : 2013